# Lamtar
Lamtar (în arabă لمطار) este o comună din provincia Sidi Bel Abbès, Algeria.
Populația comunei este de aproximativ 7.530 de locuitori (2008).